# 1844 Susilva
1844 Susilva је астероид главног астероидног појаса са средњом удаљеношћу од Сунца која износи 3,014 астрономских јединица (АЈ).
Апсолутна магнитуда астероида је 11,0.